# Pterichis elliptica
Pterichis elliptica – gatunek storczyka z rodzaju Pterichis opisany w 2015 roku przez dr hab. Martę Kolanowską i prof. Dariusza L. Szlachetko. Nazwę gatunkową nadano w nawiązaniu do kształtu warżki.